# قضاء سميل
قضاء سميل (بالكردية: قەزای سێمێل)، هو أحد أقضية محافظة دهوك في إقليم كردستان، العراق. مركزه الإداري هو سميل.

## نواحي
يضم القضاء النواحي التالية:
- باتيل
- فايدة
- سميل